# 中島裕美子
中島裕美子（8月31日—）是日本女性聲優，B-Box所屬。千葉縣出身。

## 出演作品
- 粗體字為主要角色

### 電視動畫
- 植木的法則（小孩B）
- ef - a tale of memories.（雨宮優子）
- ef - a tale of melodies.（雨宮優子）
- 推理之絆（少女A、女學生A、女學生C）

### OVA
- TALES OF PHANTASIA THE ANIMATION（シルフ）
- 歡樂課程N（合唱）
- Papillon Rose（女性戰鬥員）

### 劇場版
- 劇場版 NARUTO 大活劇!雪姬忍法帖!!

### DRAMA CD
- ZERO ZANY.（Mel Melville）

## 外部連結
- 公式介紹頁